# Ház a Kísértet-hegyen (film, 1959)
A Ház a Kísértet-hegyen (eredeti cím: House on Haunted Hill) 1959-ben bemutatott amerikai horrorfilm. Robb White forgatókönyve alapján William Castle rendezte, a főbb szerepekben Vincent Price és Carol Ohmart látható. 
Az 1959-ben bemutatott, azóta közkinccsé vált filmet jól fogadta a kritika és a horrorfilmes műfaj klasszikusaként tartják számon. 1999-ben készült egy azonos című modern feldolgozása, Geoffrey Rush és Famke Janssen főszereplésével.

## Rövid történet
A történet főszereplője az excentrikus milliomos Frederick Loren, aki feleségével, Annabelle-lel együtt öt embert hív meg egy partira, egy állítólag kísértetjárta házba. Loren fogadást ajánl a vendégeknek: aki eltölt egy éjszakát a házban, tízezer dollárral lesz gazdagabb.  

## Cselekmény
Frederick Loren (Vincent Price) különc milliomos. Negyedik feleségével, Annabelle-lel (Carol Ohmart) kibérel egy kísértetjárta házat, ahol partit rendez. Öt embert hív meg, tízezer dollárt ajánlva fel mindegyiküknek, amennyiben zárt ajtók mögött eltöltenek egy éjszakát a baljós hírű épületben. A vendégek között található Lance Schroeder pilóta (Richard Long); Ruth Bridges újságíró (Julie Mitchum); Dr. David Trent (Alan Marshal), a hisztéria szakértője; Nora Manning (Carolyn Craig) Loren egyik cégének alkalmazottja és Watson Pritchard (Elisha Cook), a ház tulajdonosa. Egyik vendég sem ismeri egymást vagy a házigazdákat, kizárólag az a tény köti össze őket, hogy mindannyian kétségbeesetten rá vannak szorulva a pénzjutalomra.
A Loren házaspár feszült viszonyban áll egymással, mert a férj gyanítja, a pénzsóvár Annabelle korábban már megpróbálta őt megmérgezni a vagyonáért, de a nő ezt hevesen tagadja. Watson szerint a házban valóban az ott meggyilkolt emberek (halott bátyját is beleértve) szellemei kísértenek. Körbevezeti a vendégeket az épületben, megmutatva nekik a pincében egy savval teli tartályt is, amelyet egy korábbi lakó a felesége megöléséhez használt. Lance és Nora a többiektől lemaradva önálló kutatásba kezd, Lance beszorul egy szobába és valaki leüti, míg Norát egy rémalak ijeszti meg.
Annabelle négyszemközt figyelmezteti Lance-t arra, hogy Frederick mesterkedik valamiben és az asszony azt gyanítja, férjének köze lehetett második és harmadik felesége halálához, miután első házastársa eltűnt. A vendégekkel közlik a fogadás szabályait és fegyvereket osztanak szét köztük. További kísértetekkel találkozva a rémült Nora távozni akar, de a gondnokok a megbeszélt, éjféli időponthoz képest öt perccel korábban már bezárták az ajtókat.
Lance és David sikolyt hall és felfedezi Annabelle felakasztott holttestét, a furcsa körülmények miatt öngyilkosság helyett viszont emberölésre gyanakodnak. Nora elmondja Lance-nek, szemtanúja volt, hogy egy ismeretlen személy fojtogatja a nőt. Annabelle korábbi figyelmeztetése miatt mindketten Frederickre gyanakodnak. A túlélés érdekében Lance és David úgy dönt, mindenki maradjon a szobájában és behatolás esetén azonnal lőjön – az ártatlanoknak így nem lesz okuk elhagyni szobájukat, míg a gyilkos, ha véghez akarja vinni tervét, egyértelműen leleplezi magát.
Annabelle kísértete a pincébe űzi a szobájába bezárkózott Norát. Lance fogságba esik egy titkos ajtó mögött, miközben David titokban találkozik Annabelle-lel: az orvos és a nő szeretők és közösen rendezték meg utóbbi halálát. Céljuk az volt, hogy pszichológiai manipulációval Norát Frederick meggyilkolására késztessék, így nem őket terheli a vád a férj haláláért. A rémült Nora a pincében valóban le is lövi a házigazdát, akinek testét David látszólag a savmedencébe löki.
Annabelle a pincébe megy, meggyőződni férje haláláról. A savból azonban egy csontvázalak emelkedik ki és Frederick hangján gyilkossággal vádolja meg a nőt, aki ijedten hátrálva a savmedencébe zuhan és szörnyethal. Az árnyékból ezután Frederick lép elő, kezében a csontvázat irányító szerkezettel. Nora, Watson és Ruth kiszabadítja Lance-t, majd Fredericktől megtudják az igazságot. A házigazda vaktöltényt tett a fegyvereikbe, Annabelle és David pedig gyilkosságot tervezett ellene, de ő túljárt az eszükön és mindketten a savmedencében végezték. Frederick így elkerülheti a gyilkosság vádját, mert tettét a bíróság előtt önvédelemmel magyarázhatja. Watson továbbra is meg van győződve arról, hogy a házban kísértetek járnak, immár David és Annabelle lelke is csatlakozott hozzájuk és ő maga lesz a következő áldozat.

## Szereplők
- Vincent Price – Frederick Loren
- Carol Ohmart – Annabelle Loren
- Richard Long – Lance Schroeder
- Alan Marshal – Dr. David Trent
- Carolyn Craig – Nora Manning

Frederick Loren (Vincent Price), a film főszereplője

- Elisha Cook Jr. – Watson Pritchard (Elisha Cook néven)
- Julie Mitchum – Ruth Bridgers
- Leona Anderson – Mrs. Slydes
- Howard Hoffman – Jonas Slydes

## Fordítás
- Ez a szócikk részben vagy egészben  a   House on Haunted Hill című angol Wikipédia-szócikk fordításán alapul.  Az eredeti cikk szerkesztőit annak laptörténete sorolja fel. Ez a jelzés csupán a megfogalmazás eredetét és a szerzői jogokat jelzi, nem szolgál a cikkben szereplő információk forrásmegjelöléseként.